# أيليا إودكسيا
إيليا يودوكسيا هي امبراطورة رومانية قرينة، كانت زوجة الإمبراطور أركاديوس، كانت ابنة قائد الجيش الروماني ذي الاصل فرنجي فلافيوس باوتو، تم ترتيب زواجها بعد وفاة الإمبراطور ثيودوسيوس الأول في أبريل من سنة 395، كان أوتروبيوس خصي الإمبراطور هو من رتب لهذا الزواج من دون علم القنصل روفينوس والذي تم اغتياله في تلك السنة. فتن الإمبراطور أركاديوس بجمالها وأحبها. بسبب ضعف شخصية زوجها وسهولة التأثير عليه من خلالها أعتبرت هي الحاكمة الفعلية للإمبراطورية، في سنة 399 قام قائد الجيش غاييناس بتهديدها كي تتوقف عن دعم أوتروبيوس، وعندما فعلت هذا تم القبض عليه واعدامه بتهمة قتل القنصل روفينوس. في سنة 400 حصلت على لقب أوغسطا. آمنت بالمسيحية بحسب تعاليم مجمع نيقية وقد استمرت بمحاربة الآريوسية. كان لها السلطة الاعلى في الكنيسة في الامبراطورية أدى هذا فيما بعد إلى خلافها مع أسقف القسطنطينية يوحنا ذهبي الفم بسبب إيمانه بتعاليم أوريجانوس، تعاونت مع ثيوفيلس أسقف الاسكندرية لكي تقوم بابعاده، فتم نفي يوحنا إلى القوقاز وهذا ما سبب بفقدان شعبيتها عند العامة الذين قاموا بتحطيم أيقوناتها. بعد فترة قصيرة توفيت الامبراطورة في سنة 404 بسبب الولادة بعد ان انجبت 6 أطفال.